# 日本世論調査協会
公益財団法人日本世論調査協会（にほんよろんちょうさきょうかい、英語名 Japan Association for Public Opinion Research）は、世論調査、社会調査の普及・発展を推進することを目的とする日本の公益財団法人。
事務所を東京都中央区に置く。2006年時点で個人会員101人、団体会員32、特別団体会員5。2008年（平成20年）1月のヒアリング調査では日本世論調査協会は業界団体というより学会に近いと答えている。

## 沿革
1947年（昭和22年）3月、総理大臣官邸でアメリカの世論調査専門家、新聞社、通信社、世論調査研究団体、学識経験者が集まり「全国世論調査協議会」が開催されたのを切っ掛けとして誕生した。任意団体として1948年にはじまり、1950年9月に財団法人（内閣府所管）として設立され、2012年4月1日から公益財団法人になった。
会長は栁井道夫、事務局長は中央調査社の小林康有。
事務局を東京都渋谷区の新情報センター内とした時期もあった。

## 『よろん』
日本世論調査協会は半年に1度協会報『よろん』を刊行している。第1号は「日本世論調査協会報」として1965年（昭和40年）10月に発行された。世論調査についての論文が掲載される他、関連図書の紹介、当該号刊行までの半年間に実施された世論調査を列挙した「世論調査インデックス」が掲載される。